# Präsidentschaftswahl in Slowenien 1997
Die Präsidentschaftswahl in Slowenien 1997 fand am 23. November 1997 statt. Gewinner der Wahl war der parteilose Kandidat Milan Kučan.

## Wahlsystem
Der Staatspräsident wurde in direkter und geheimer Wahl vom Volk für eine Amtszeit von 5 Jahren gewählt. Eine anschließende Wiederwahl war einmalig möglich. Um an der Wahl teilnehmen zu können, musste ein Kandidat die slowenische Staatsbürgerschaft besitzen. Die Wahl wurde vom Präsidenten der Staatsversammlung ausgeschrieben und musste spätestens 15 Tage vor Ablauf der Amtszeit des vorigen Präsidenten stattfinden. Sollte die reguläre Amtszeit des Präsidenten während eines Kriegs- oder Ausnahmezustandes ablaufen, so endete sein Amt erst sechs Monate nach Beendigung des Kriegs- oder Ausnahmezustandes.
Als gewählt galt der Kandidat, welcher die absolute Mehrheit der Stimmen erhielt. 

## Kandidaten
Zur Wahl traten insgesamt acht Kandidaten an. Der bisherige Amtsinhaber Milan Kučan (parteilos) trat erneut für eine zweite Amtszeit an. Weitere Kandidaten waren Marjan Poljšak (NSD), Jožef Bernik (SDSS–SKD), Marjan Cerar (parteilos), Anton Peršak (DS), Bogomir Kovač (LDS), Janez Podobnik (SLS), Marjan Poljšak (NSD) und Franc Miklavčič (KSU).

## Wahlergebnis
Sieger der Wahl mit mehr als 50 Prozent der Stimmen war der bisherige Amtsinhaber Milan Kučan. Da dieser damit die absolute Stimmenmehrheit erhalten hatte, war kein zweiter Wahlgang mehr nötig.
| Kandidaten          | Kandidaten        | Parteien                                                            | Stimmen   | %    |
| ------------------- | ----------------- | ------------------------------------------------------------------- | --------- | ---- |
|                     | Milan Kučan       | Parteilos                                                           | 578.925   | 55,5 |
|                     | Janez Podobnik    | Slovenska ljudska stranka                                           | 191.645   | 18,4 |
|                     | Jožef Bernik      | Socialdemokratska stranka Slovenije – Slovenski krščanski demokrati | 98.996    | 9,5  |
|                     | Marjan Cerar      | Parteilos                                                           | 73.439    | 7,0  |
|                     | Marjan Poljšak    | Narodna stranka dela                                                | 33.477    | 3,2  |
|                     | Anton Peršak      | Demokratska stranka Slovenije                                       | 32.039    | 3,1  |
|                     | Bogomir Kovač     | Liberalna demokracija Slovenije                                     | 28.110    | 2,7  |
|                     | Franc Miklavčič   | Krščansko socialne unije                                            | 5.713     | 0,5  |
| Gesamt              | Gesamt            | Gesamt                                                              | 1.042.344 | 100  |
|                     |                   |                                                                     |           |      |
| Ungültige Stimmen   | Ungültige Stimmen | Ungültige Stimmen                                                   | 22.102    | 2,1  |
| Wähler              | Wähler            | Wähler                                                              | 1.064.446 | 68,6 |
| Wahlberechtigte     | Wahlberechtigte   | Wahlberechtigte                                                     | 1.550.592 |      |
|                     |                   |                                                                     |           |      |
| Quelle: Uradni list |                   |                                                                     |           |      |